# گری اولیور
گری اولیور (انگلیسی: Gary Oliver؛ زادهٔ ۱۴ ژوئیهٔ ۱۹۹۵) بازیکن فوتبال اهل بریتانیا است.
از باشگاه‌هایی که در آن بازی کرده است می‌توان به باشگاه فوتبال کویین آف ساوت و باشگاه فوتبال هارت آف میدلوتیان اشاره کرد.
وی همچنین در تیم ملی فوتبال زیر ۱۹ سال اسکاتلند بازی کرده است.